# Гедминтас, Рута
Ру́та Гедми́нтас (англ. Ruta Gedmintas, лит. Rūta Gedmintas, МФА [ruːˈtɐ̂ ˈɡʲæ̌ːdmʲɪntɐs]; род. 23 августа 1983, Кентербери, Кент) — английская актриса. Наиболее известна по ролям в телесериалах «Штамм», «Борджиа» и «Тюдоры».

## Ранняя жизнь и семья
Рута родилась в англо-литовской семье в Кентербери в графстве Кент 23 августа 1983 года, но выросла в графстве Бакингемшир. Её родители из Литвы. Гедминтас училась в Лондонском драматическом центре (англ. Drama Centre London) у Реувина Адива (англ. Reuven Adiv).

## Личная жизнь
Гедминтас в настоящее время живёт в квартире в Северном Лондоне со своим парнем актёром Люком Тредэвэйем, его братом-близнецом Гарри и другом близнецов, который играет в группе.

## Фильмография
| Год     | Название на русском       | Название на английском | Роль                        | Примечания                   |
| ------- | ------------------------- | ---------------------- | --------------------------- | ---------------------------- |
| 2005    | Воскрешая мёртвых         | Waking the Dead        | Шелли Мартин                | Эпизод: «Undertow: Part I»   |
| 2006    | На золотой тарелочке      | Goldplated             | Миранда                     | 1 эпизод                     |
| 2006–07 | Проект Невинности         | The Innocence Project  | Мэри Джарвис                | 6 эпизодов                   |
| 2007    | Тюдоры                    | The Tudors             | Элизабет Блаунт             | 3 эпизода                    |
| 2007    | Чисто английское убийство | The Bill               | Джемма Хивз                 | Эпизод: «Stealth Attack»     |
| 2008    | Случайный свидетель       | The Lost Samaritan     | Элль Хасс                   |                              |
| 2008    | Купи, одолжи, укради      | Miss Conception        | Александра                  |                              |
| 2008    | Призраки: Код 9           | Spooks: Code 9         | Рэйчел/Кайли                | 6 эпизодов                   |
| 2008    |                           | Atletu                 | Шарлотта                    |                              |
| 2009    | Секретарши                | Personal Affairs       | Эви Хартманн-Тёрнер         | 2 эпизода                    |
| 2010    | Добыча                    | Prowl                  | Сьюзи                       |                              |
| 2010–12 | Пустые слова              | Lip Service            | Франческа «Фрэнки» Алан     | Постоянная роль              |
| 2010    |                           | Zerosome               | Лара                        |                              |
| 2011    | Экстерьеры                | Exteriors              | Перл                        |                              |
| 2011    | Музыка нас связала        | You Instead            | Лейк                        |                              |
| 2011    | Борджиа                   | The Borgias            | Урсула Банадео/сестра Марта | 6 эпизодов                   |
| 2013    | Не навреди                | Do No Harm             | Оливия Флинн                | 12 эпизодов                  |
| 2013    | Улица потрошителя         | Ripper Street          | Клара Сильвер               | Эпизод: «What Use Our Work?» |
| 2013    | Вина                      | The Guilty             | Тереза Морган               | Мини-сериал; 3 эпизода       |
| 2014–17 | Штамм                     | The Strain             | Датч Уэлдерз                | Постоянная роль              |
| 2016    | Уличный кот по кличке Боб | A street cat named BOB | Бетти                       |                              |
| 2019–22 | Тёмные начала             | His Dark Materials     | Серафина Пеккала            |                              |